# ヴァレリオ・マスタンドレア
ヴァレリオ・マスタンドレア（Valerio Mastandrea, 1972年2月14日 - ）は、イタリアの俳優、映画監督、映画プロデューサー、作家である。
2019年までにダヴィッド・ディ・ドナテッロ賞に11度ノミネートされ（プロデューサーとしてのノミネート1度を含む）、4度受賞している。

## 経歴
ローマ出身。ローマの古い町並みが残る地区ガルバテッラで育つ。大学在学中19歳の頃、テレビの人気トーク番組「マウリツィオ・コスタンツォ・ショー（Maurizio Costanzo Show）」の司会マウリツィオ・コスタンツォに個人的に連絡を取り、番組出演を歎願。同番組に出演を果たすと、たちまち人気者となる。また、スポーツ（主にサッカー）関連のトークバラエティ番組「Quelli che... il calcio」への出演で知られるようになる。

### 映画
1993年に舞台デビューを果たした後、ピエロ・ナトリ（Piero Natoli）監督作『Ladri di cinema』（1994年）で初めて映画に出演する。1996年公開のクラウディオ・フラガッソ（Claudio Fragasso）監督作『Palermo Milano - Solo andata』への出演で全国的に人気を集め、また、同年、ダヴィデ・フェッラーリオ（Davide Ferrario）監督作『Tutti giù per terra』でロカルノ国際映画祭最優秀男優賞を受賞する。
2005年、労働災害による死亡を題材とした短編映画『サンテンハチジュウナナ』で監督兼脚本家としてもデビューを果たす。題名の3.87という数字は当時イタリアで労働災害による一日の平均死者数を示している。
2007年、ジャンニ・ザナージ（Gianni Zanasi）監督作『考えてもムダさ』にロックミュージシャン役で主演してダヴィッド・ディ・ドナテッロ主演男優賞にノミネートされ、2009年に放送された同名のテレビシリーズでも同じ役を演じた。2009年、ロブ・マーシャル監督のハリウッド映画『NINE』に出演する。2010年にはパオロ・ヴィルズィ（Paolo Virzì）監督作『はじめての大切なもの』でダヴィッド・ディ・ドナテッロ主演男優賞を獲得する。
2012年にはマルコ・トゥリオ・ジョルダーナ監督作『フォンターナ広場　イタリアの陰謀』に出演したほか、イヴァーノ・デ・マッテオ（Ivano De Matteo）監督作『幸せのバランス』でダヴィッド・ディ・ドナテッロ主演男優賞を、ロベルト・アンドー（Roberto Andò）監督作『ローマに消えた男』で同助演男優賞を獲得する。
2014年、 カルロ・マッツァクラーティ（Carlo Mazzacurati）監督の遺作となった『幸せの椅子』に出演する。友人のクラウディオ・カリガーリ（Claudio Caligari）監督作『Non essere cattivo』（2015年）にはプロデューサーとして参加し、2015年5月にカリガーリが死去した後には編集の仕上げを行っている。同作は第72回ヴェネツィア国際映画祭のコンペティション部門で上映されたほか、第88回アカデミー賞のイタリア代表作品に選出された。その後の主な出演作としては、同名のベストセラー小説が原作のマルコ・ベロッキオ監督作『甘き人生』（2016年）、パオロ・ジェノヴェーゼ（Paolo Genovese）監督作『おとなの事情』（2016年）、パオラ・ランディ（Paola Randi）監督作『ティートとエイリアン』（2018年）等がある。さらに、マネッティ兄弟作『ディアボリック』（2020年）でルカ・マリネッリと共演、ステファノ・モルディーニ監督のNetflixオリジナル映画『プレイヤー ～浮気男のラプソディー～』（2020年）でリッカルド・スカマルチョと共演するなど、近年も話題作が目白押しだ。三銃士のポルトス役で出演するジョヴァンニ・ヴェロネージ監督『Moschettieri del re - La penultima missione』（2020年）も見逃せない。

### その他の活動
- 2010年、サヴェリオ・マストロフランコ（Saverio Mastrofranco）名義でフランチェスコ・アバーテ（Francesco Abate）とともに長編小説『Chiedo scusa』を出版した[3]。

- ローマ方言で風刺的な映画評を書き、出版および俳優による朗読を通して発表することで知られる覆面評論家ジョニー・パロンバ（Johnny Palomba）と関係が深く、2009年から2010年までRai 3の番組『Parla con me』で映画評の朗読を担当したほか、漫画家のゼロカルカーレの同名作品を原作とする映画『アルマジロの予言』（2018年）では、パロンバおよびゼロカルカーレと共同で脚色を担当した。

- 2011年に設立されたローマ県立ジャン・マリア・ヴォロンテ映画芸術学校（Scuola d'arte cinematografica Gian Maria Volonté）の学術委員を務めている[4]。

## 私生活
- パオラ・コルテッレージと婚約していた時期があり、両者は婚約解消後も共同で舞台を演出するほか、2020年のジュゼッペ・ボニート(Giuseppe Bonito)監督作『こどもたち』で中年夫婦役として共演し、良好な関係を見せている。

- 2010年に元妻で放送作家のヴァレンティナ・アヴェニア（Valentina Avenia）との間に息子が一人誕生している。2018年からは女優のキアラ・マルテジャーニ（Chiara Martegiani）と交際している。

- ASローマの熱狂的なファンであり、UEFAチャンピオンズリーグ2006-2007の準々決勝2回戦（2007年4月11日）でローマがマンチェスター・ユナイテッドFCに7-1のスコアで大敗を喫した際には、「L'antiromanismo spiegato a mio figlio（反ローマ主義についての我が子への説明）」と題した詩を詠み、ラジオ等で自ら朗読している[5]。

## フィルモグラフィー

### 映画
| 公開年 | 邦題 原題                                             | 役名                       | 備考 |
| ------ | ----------------------------------------------------- | -------------------------- | --- |
| 1994   | Ladri di cinema                                       | ヴァレリオ                 | |
| 1995   | Cronaca di un amore violato                           |                            | |
| 1995   | Cuore cattivo                                         |                            | |
| 1995   | L'anno prossimo vado a letto alle dieci               | ミルコ                     | |
| 1995   | Palermo Milano - Solo andata                          |                            | |
| 1995   | Mirko e Caterina                                      |                            | 短編 |
| 1996   | Bruno aspetta in macchina                             | ナンニ                     | |
| 1996   | Cresceranno i carciofi a Mimongo                      | エンツォ                   | |
| 1996   | Un inverno freddo freddo                              | ロビー                     | |
| 1997   | La classe non è acqua                                 | リッツーティ               | |
| 1997   | Tutti giù per terra                                   | ヴァルテル                 | ロカルノ国際映画祭最優秀男優賞                                                                            |
| 1997   | Stressati                                             |                            | クレジットなし                                                                                            |
| 1997   | In barca a vela contromano                            | マッシモ・ミリャリーニ     | |
| 1997   | Viola bacia tutti                                     | サムエーレ                 | |
| 1997   | La lettera                                            |                            | 短編 |
| 1998   | Abbiamo solo fatto l'amore                            | レオ                       | |
| 1998   | L'odore della notte                                   | レーモ・グエッラ           | |
| 1998   | Barbara                                               | アルド                     | |
| 1999   | Asini                                                 |                            | |
| 2000   | La carbonara                                          | ファブリツィオ             | |
| 2000   | Zora la vampira                                       | ニコラ・スペランツァ       | |
| 2000   | 明日、陽はふたたび Domani                             | ジョヴァンニ・モッチャ     | |
| 2001   | Sole negli occhi                                      | リナルド                   | |
| 2002   | Ultimo stadio                                         | マルコ                     | |
| 2002   | V-マックス Velocità massima                           | ステファノ                 | |
| 2002   | スズメバチ Nid de guêpes                              | ジョヴァンニ               | |
| 2002   | Playgirl                                              |                            | 短編 |
| 2003   | Gente di Roma                                         |                            | |
| 2004   | Il siero della vanità                                 | フランコ・ベラルディ       | |
| 2004   | Lavorare con lentezza                                 | リッポリス中尉             | |
| 2004   | Amatemi                                               | アンドレア                 | |
| 2005   | Codice a sbarre                                       |                            | |
| 2005   | Nessun messaggio in segreteria                        | ピエロ                     | |
| 2005   | L'orizzonte degli eventi                              | マックス・フラミーニ       | |
| 2005   | Anni rapaci                                           |                            | |
| 2005   | AD Project                                            | MIB1                       | |
| 2005   | サンテンハチジュウナナ Trevirgolaottanatasette        |                            | 短編 兼監督・脚本 イタリア映画祭2006にて上映                                                              |
| 2006   | Piano 17                                              |                            | |
| 2006   | 夫婦の危機 Il caimano                                 | チェザーリ                 | Viva!イタリア Vol.2にて上映                                                                               |
| 2006   | 4-4-2: il gioco più bello del mondo                   | ユーリ・バルザッリ         | オムニバス映画 Roan Johnson監督「Il terzo portiere」に出演                                                |
| 2006   | ナポレオンの愛人 N - Io e Napoleone                   | フェッランテ・パプッチ     | ダヴィッド・ディ・ドナテッロ助演男優賞ノミネート                                                          |
| 2006   | Sotto le foglie                                       |                            | 短編 |
| 2006   | Va tutto bene                                         |                            | 短編 |
| 2007   | Last Minute Marocco                                   |                            | |
| 2007   | あのバスを止めろ Notturno bus                         | フランツ                   | |
| 2007   | Chi nasce tondo...                                    | マリオ                     | |
| 2008   | 見わたすかぎり人生 Tutta la vita davanti              | ジョルジョ・コンフォルティ | |
| 2008   | 考えてもムダさ Non pensarci                           | ステファノ・ナルディーニ   | イタリア映画祭2008にて上映 ダヴィッド・ディ・ドナテッロ主演男優賞ノミネート                               |
| 2008   | Un giorno perfetto                                    | アントニオ・ブオノコーレ   | |
| 2008   | Basette                                               | アントニオ                 | 短編 |
| 2009   | ジュリアは夕べに出かけない Giulia non esce la sera    | グイド・モンターニ         | イタリア映画祭2010にて上映                                                                                |
| 2009   | Good morning Aman                                     | テオドーロ                 | |
| 2009   | NINE Nine                                             | デ・ロッシ                 | |
| 2010   | はじめての大切なもの La prima cosa bella              | ブルーノ・ミケルッチ       | イタリア映画祭2011にて上映 ダヴィッド・ディ・ドナテッロ主演男優賞受賞                                     |
| 2010   | La sottile mensola rossa                              |                            | 短編 |
| 2011   | Tutti al mare                                         | ファンティーノ             | |
| 2011   | Nessuno mi può giudicare                              | ビアージョ                 | |
| 2011   | Cose dell'altro mondo                                 | アリエーレ・ヴェルデラーメ | |
| 2011   | 錆び Ruggine                                          | カルミネ                   | イタリア映画祭2012にて上映                                                                                |
| 2012   | フォンターナ広場 イタリアの陰謀 Romanzo di una strage | ルイジ・カラブレージ警視   | イタリア映画祭2013にて上映 ダヴィッド・ディ・ドナテッロ主演男優賞ノミネート                               |
| 2012   | 家の主たち Padroni di casa                            | コジモ                     | イタリア映画祭2013にて上映                                                                                |
| 2012   | 幸せのバランス Gli equilibristi                       | ジュリオ                   | イタリア映画祭2013上映時タイトル『綱渡り』 ダヴィッド・ディ・ドナテッロ主演男優賞受賞                     |
| 2012   | 司令官とコウノトリ Il comandante e la cicogna         | レオ                       | イタリア映画祭2013にて上映                                                                                |
| 2013   | ローマに消えた男 Viva la libertà                      | アンドレア・ボッティーニ   | ダヴィッド・ディ・ドナテッロ助演男優賞受賞 チャック・ドーロ助演男優賞受賞                                 |
| 2013   | La mia classe                                         |                            | |
| 2014   | 幸せの椅子 La sedia della felicità                    | ディーノ                   | イタリア映画祭2015にて上映                                                                                |
| 2014   | 天使が消えた街 The Face of an Angel                   | エドアルド                 | |
| 2014   | Pasolini                                              | ドメニコ・ナルディーニ     | |
| 2014   | Caserta palace dream                                  |                            | 短編 |
| 2014   | Ogni maledetto Natale                                 |                            | |
| 2015   | La felicità è un sistema complesso                    | エンリコ・ジュスティ       | |
| 2015   | Non essere cattivo                                    | －                         | 製作のみ ダヴィッド・ディ・ドナテッロ プロデューサー賞ノミネート                                          |
| 2016   | おとなの事情 Perfetti sconosciuti                     | レレ                       | ダヴィッド・ディ・ドナテッロ主演男優賞ノミネート ナストロ・ダルジェント特別賞受賞                         |
| 2016   | 花咲く恋 Fiore                                        | アスカニオ                 | イタリア映画祭2017にて上映 ダヴィッド・ディ・ドナテッロ助演男優賞受賞                                     |
| 2016   | 甘き人生 Fai bei sogni                                | マッシモ                   | イタリア映画祭2017上映時タイトル『スイート・ドリームス』 ダヴィッド・ディ・ドナテッロ主演男優賞ノミネート |
| 2017   | ザ・プレイス 運命の交差点 The Place                   | 謎の男                     | イタリア映画祭2018上映時タイトル『ザ・プレイス』 ダヴィッド・ディ・ドナテッロ主演男優賞ノミネート         |
| 2018   | ティートとエイリアン Tito e gli alieni                | 教授                       | イタリア映画祭2018にて上映                                                                                |
| 2018   | 幸せな感じ Euforia                                    | エットレ                   | イタリア映画祭2019にて上映 ダヴィッド・ディ・ドナテッロ助演男優賞ノミネート                               |
| 2018   | 彼女は笑う Ride                                       | －                         | 監督のみ イタリア映画祭2019にて上映 ダヴィッド・ディ・ドナテッロ新人監督賞ノミネート                      |
| 2018   | アルマジロの予言 La profezia dell'armadillo           | －                         | 脚本のみ イタリア映画祭2019にて上映 ダヴィッド・ディ・ドナテッロ脚色賞ノミネート                          |
| 2018   | Moschettieri del re - La penultima missione           | ポルトス                   | |
| 2019   | Domani è un altro giorno                              | トンマーゾ                 | |
| 2019   | Detective per caso                                    |                            | |
| 2019   | Il grande salto                                       |                            | |
| 2020   | こどもたち Figli                                      | ニコラ                     | イタリア映画祭2021にて上映                                                                                |
| 2020   | プレイヤー ～浮気男のラプソディ～ Gli infedeli        |                            | Netflixにて配信                                                                                           |
| 2021   | La terra dei figli                                    |                            | |
| 2021   | Zeros and Ones                                        |                            | |
| 2021   | Anni da cane                                          |                            | |
| 2021   | ディアボリック Diabolik                               | ジンコ                     | イタリア映画祭2022にて上映                                                                                |
| 2022   | Il pataffio                                           |                            | |
| 2022   | 乾いたローマ Siccità                                  | ロリス                     | イタリア映画祭2023にて上映                                                                                |
| 2022   | Diabolik - Ginko all'attacco!                         | ジンコ                     | |
| 2022   | 人生の最初の日 Il primo giorno della mia vita         | ナポレオーネ               | イタリア映画祭2024にて上映                                                                                |

### テレビ
| 放映年 | 邦題 原題               | 役名                     | 備考                                                       |
| ------ | ----------------------- | ------------------------ | ---------------------------------------------------------- |
| 1996   | Infiltrato              | マッテオ                 |                                                            |
| 1997   | Da cosa nasce cosa      | ミッキー                 |                                                            |
| 2003   | Gli insoliti ignoti     |                          |                                                            |
| 2004   | Ladri ma non troppo     |                          |                                                            |
| 2005   | Cefalonia               | モレーノ                 |                                                            |
| 2006   | Buttafuori              |                          |                                                            |
| 2007   | Boris                   |                          | ゲスト出演（シーズン1 第12話「Una giornata particolare」） |
| 2009   | Non pensarci - La serie | ステファノ・ナルディーニ | 映画『考えてもムダさ』（2007年）のテレビシリーズ化         |
| 2018   | La linea verticale      | ルイジ                   |                                                            |

### その他
- Daniele Silvestri「A bocca chiusa」（2013年） - ミュージックビデオ

## 舞台
- Rugantino
- Migliore
- Qui e ora

## オーディオブック
- ピーノ・カクッチ（Pino Cacucci）『San Isidro Futból』（2006年）
- ジャン＝クロード・イッツォ（Jean-Claude Izzo）『Casino totale』（2011）

## ミュージッククリップ
- Daniele Silvestri「Banalità」（1997年）
- Piotta「Supercafone」（1999年）
- Tiromancino「La descrizione di un attimo」（2000年）
- Tiromancino「Due destini」（2000年）
- Flaminio Maphia「Bada」 （2002年）
- Riccardo Sinigallia「Solo per te」（2003年）
- Daniele Silvestri「Gino e l'alfetta」（2007年）
- バンダ・バソッティ「Guantanamera」（2003年）
- Riccardo Sinigallia「Ciao cuore」（2018年）

## 主な受賞
ダヴィッド・ディ・ドナテッロ賞
- 主演男優賞（2010年） 『はじめての大切なもの』
- 主演男優賞（2013年） 『幸せのバランス』
- 助演男優賞（2013年） 『ローマに消えた男』
- 助演男優賞（2017年） 『花咲く恋』

チャック・ドーロ賞
- 助演男優賞（2013年） 『ローマに消えた男』